# 갈린 초대칭
갈린 초대칭(영어: split supersymmetry)란 초대칭 모형의 하나로, 힉스 보존 밖의 다른 스칼라 입자가 (전약력 눈금보다) 매우 무겁다고 가정한 것이다. 이 모형은 다른 초대칭 모형과 달리 계층 문제를 설명하지 않는다.

## 역사
2003년에 제임스 웰스 (James D. Wells)가 힉스 퍼텐셜에서 자연스러움에 대한 가정을 없앨 것을 주장하였다. 그 후 니마 아르카니하메드 (Nima Arkani-Hamed)와 사바스 디모풀로스(Σάββας Δημόπουλος)가 2004년에 자연스러움을 무시하더라도 게이지 결합 통일과 암흑 물질 등 초대칭의 여러 장점을 보존할 수 있음을 보였다. "갈린 초대칭"(영어: split supersymmetry)이라는 이름은 잔 프란체스코 주디체(Gian Francesco Giudice)와 안드레아 로마니노(Andrea Romanino)가 2004년에 붙였다.

## 전개
갈린 초대칭에서는 초대칭 스칼라 입자(스쿼크와 슬렙톤)가 전약력 눈금보다 매우 무겁다고 가정한다. 이에 따라, 가벼운 (전약력 눈금에서 크게 벗어나지 않는) 미발견 입자는 힉스와 게이지노, 힉시노가 된다. 특히, 비교적 안정한 (평균 수명 약 ~1초 정도의) 글루이노의 존재는 갈린 초대칭의 특징 가운데 하나다.

## 같이 보기
- 최소 초대칭 표준 모형
- 초대칭

## 참고 문헌
- Implications of Supersymmetry Breaking with a Little Hierarchy between Gauginos and Scalars by James D. Wells
- Swupersymmetric Unification Without Low Energy Supersymmetry And Signatures for Fine-Tuning at the LHC by Nima Arkani-Hamed and Savas Dimopoulos
- Split Supersymmetry by G.F. Giudice and A. Romanino